# L3/33
카로 벨로체 CV-33(Carro Veloce CV-33)(또는 L3/33cc 탱켓)은 1933년에 개발되어 이탈리아 육군이 제2차 세계 대전 이전 및 전쟁 중에 사용한 소형전차(tankette)다.
또한 CV-33은 승무원 2명에 20mm  6.5mm 기관총 1정을 탑재했으며, CV-33의 장갑은 12mm였다.

### 파생형
- 8mm 브레다 기관총 2정 장착 CV-33
- L3 LF : 피아트 OCI 화염방사기 화염방사기와 연료통 트레일러  장착 CV-33
- 20mm S18-1000 대전차소총 장착 CV-33